# Benjamin List
Benjamin List, född 11 januari 1968 i Frankfurt am Main, är en tysk kemist.
Benjamin List studerade vid Freie Universität Berlin där han 1993 blev diplomkemist (motsvarande magisterexamen), och doktorerade 1997 vid Johann Wolfgang Goethe-Universität Frankfurt am Main. Han var därefter verksam vid Scripps Research Institute i San Diego i Kalifornien i USA 1997–2003. Sedan 2003 är han verksam vid Max-Planck-institutet för kolforskning i Mülheim an der Ruhr, från 2005 som institutets föreståndare och parallellt som professor på Universität zu Köln.
Benjamin List har uppmärksammats för forskning kring asymmetrisk organokatalys som ett verktyg för kemisk syntes inom organisk kemi. För detta fick han Nobelpriset i kemi 2021 tillsammans med David MacMillan.